# La Varsovienne
Pour les articles homonymes, voir Varsovienne (homonymie).
Ne doit pas être confondu avec La Varsovienne de 1831.
La Varsovienne (en polonais : Warszawianka 1905 roku, en russe : Варшавянка, /vərʂɐˈvʲænkə/) est un chant polonais, écrit en 1893 dont la diffusion s'est étendue en Europe, de la Russie à l'Espagne, au cours du XXe siècle.

## Historique
Repris par le poète polonais Wacław Święcicki en 1897, La Varsovienne devint le chant de protestation des internés sous le régime tsariste. En Pologne, elle est connue comme « La Varsovienne de 1905 », pour la différencier d'un plus vieil et plus populaire hymne patriotique de même nom, « La Varsovienne de 1831 » (Warszawianka 1831 roku).

### Un chant de la révolution russe
La Varsovienne fut beaucoup chanté en Russie pendant la Révolution russe de 1905 et la Révolution russe de 1917.

### Un chant des anarchistes espagnols
Sous le titre A las barricadas, avec des paroles espagnoles de Valeriano Orobón Fernández, il devint le chant des anarchistes espagnols pendant la Guerre d'Espagne en 1936.

### Hymne de Potere Operaio
Hymne de l'organisation opéraïste italienne fondée en 1967 Potere Operaio. Elle porte le nom Potere operaio.

### Un chant militaire français
Un curieux hasard, lié sans doute à l'influence des guerilleros espagnols dans la Résistance, fait que l'air de la Varsovienne est aujourd'hui la musique du chant de marche du 1er régiment de hussards parachutistes français, basé aujourd'hui à Tarbes : « Les Hussards de Bercheny ».

## La Varsovienneau cinéma
La musique de La Varsovienne a été utilisée dans plusieurs films :
- Le Cuirassé Potemkine de Sergueï Eisenstein (1925) ;
- Le Docteur Jivago de David Lean (1965) ;
- Carnet de notes pour une Orestie africaine de Pier Paolo Pasolini (1970) ;
- Le Chacal de Michael Caton-Jones (1997) ;
- Möbius d'Eric Rochant (2013) ;
- Ave, César ! des frères Coen (2016).

La version espagnole a été utilisée dans le film Land and Freedom de Ken Loach (1995).
Une version italienne (l'hymne de Potere Operaio, Inno di Potere Operaio (Stato e padroni)) est chantée par Primo durant la grève de l'usine Citroën dans le film L'Établi de Mathias Gokalp (2023). Ce film est basé sur le livre autobiographique de Robert Linhart
La version polonaise a été utilisée dans le documentaire "Nuremberg à Nuremberg" de Frédéric Rossif, produit en 1988, sur le régime nazi, dont le texte est écrit et lu par Philippe Meyer, et produit par Jean Frydman.

## Paroles
| Version française |
| --- |
| Couplet 1 : En rangs serrés l’ennemi nous attaque Autour de notre drapeau groupons-nous. Que nous importe la mort menaçante Pour notre cause soyons prêts à souffrir Mais le genre humain courbé sous la honte Ne doit avoir qu’un seul étendard, Un seul mot d’ordre Travail et Justice, Fraternité de tous les ouvriers. Refrain : O frères, aux armes, pour notre lutte, Pour la victoire de tous les travailleurs. Couplet 2 : Les profiteurs vautrés dans la richesse Privent de pain l’ouvrier affamé. Ceux qui sont morts pour nos grandes idées N’ont pas en vain combattu et péri. Contre les richards et les ploutocrates. Contre les rois, contre les trônes pourris, Nous lancerons la vengeance puissante Et nous serons à tout jamais victorieux. |